# Isosticta banksi
Isosticta banksi là loài chuồn chuồn trong họ Isostictidae. Loài này được Tillyard mô tả khoa học đầu tiên năm 1913.